# Juan Garaizabal
Juan Garaizabal (Madrid, 20 de março de 1971) é um artista conceptual , escultor e Gravurista espanhol.
Artista polifacético, passou também pelo desenho, videoarte,  instalações luminosas e acústicas. É conhecido internacionalmente pelas suas esculturas públicas monumentais. Segundo o jornal El País, é um dos artistas espanhóis mais internacionais.
O seu projeto pessoal Memorias Urbanas recupera com estruturas escultóricas e luz elementos arquitetónicos desaparecidos, enchendo vazios urbanos historicamente significativos.

## Trajectória
Estuda desenho em IB 67, em Madri, e realiza estudos superiores em CESEM, Reims, França, compartilhando seus inícios criativos com a transformação de espaços e lofts, adquirindo experiência com diferentes materiais. Em sua etapa actual, trabalha entre Berlim e Madri na intervenção conceptual sobre espaços públicos.
Realiza com suas mãos boa parte de suas obras, empregando técnicas de forja de ferro e aço, iluminação, carpintería, albañilería e materiais plásticos.

## Instalações Públicas

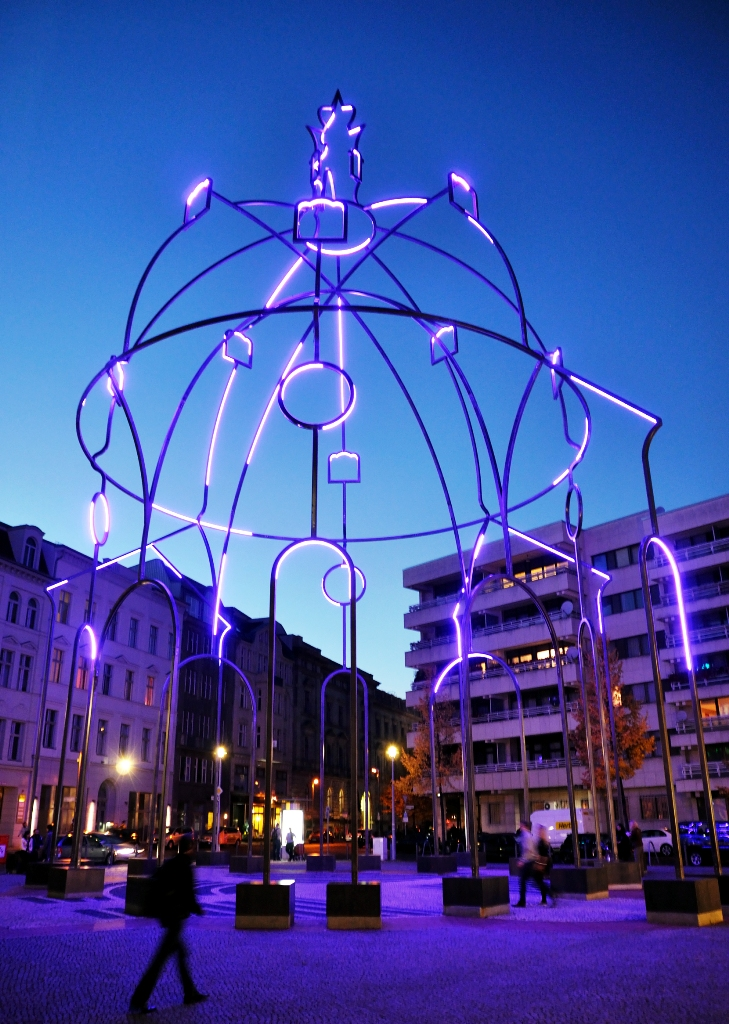
Memória Urbana Belin

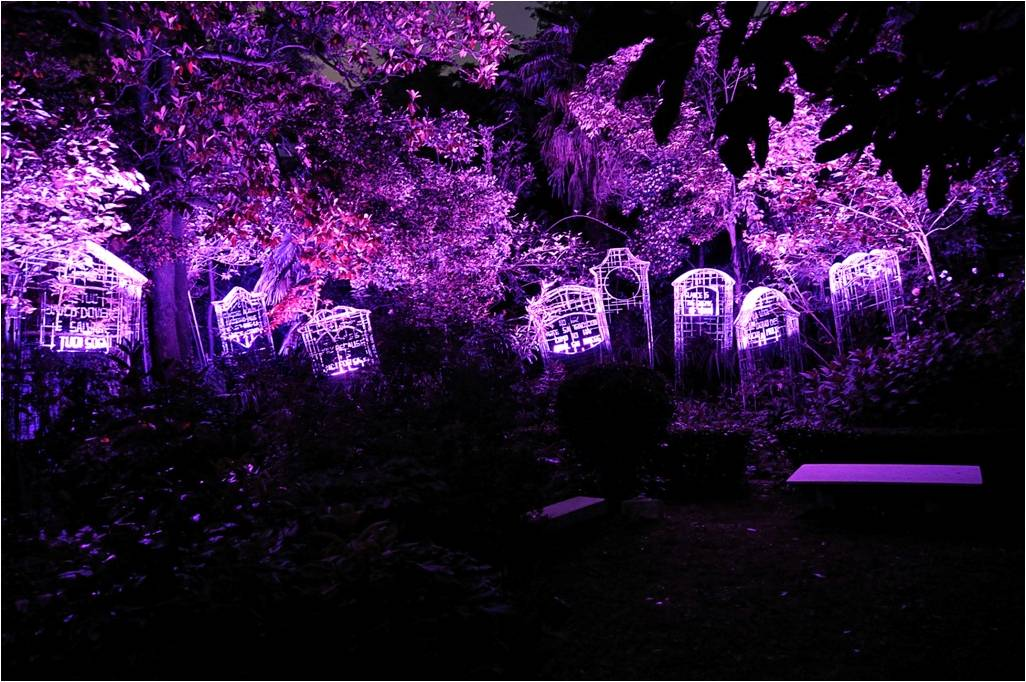
Juan Garaizabal Memória do Giardino

- 2006: Blosque de Flores, Valencia, Espanha.[4]
- 2007: Memória Urbana Bucarest, Uranus Area. Noaptea Alba, Rumania.2011: Archives Stairway.[5] Private collection. Connecticut, United States.
- 2011: Archives Stairway. Connecticut, Estados Unidos.
- 2012: Memória Urbana Berlim, Alemanha.[6]
- 2013: Memória do GiardinoVenecia, Itália. Comisariado por Barbara Rose.[7]
- 2016: Memória Urbana Miami; Balcón de Havana, Estados Unidos.
- 2018: Memoria Urbana Segovia Segóvia, Espanha
- 2018: Hay Festival Segóvia, Espanha
- 2020: Piedra Sobre Piedra Toledo, Espanha
- 2020: Ever Time Gate Xangai, China
- 2021: Four Monumental Sculptures Paris, França
- 2021: Fondation Prince Albert Mônaco
- 2021: Biennale de Sculpture Saint-Paul-de-Vence, França
- 2023: Ever Time Balcony Xangai, China
- 2024: La Memoria del Vidrio  Valência, Espanha
- 2024: Land of Dilmun and Door of Dilmun Manama, Bahrein
- 2025: Memoria Urbana: Les Bains Napoléon Biarritz, França

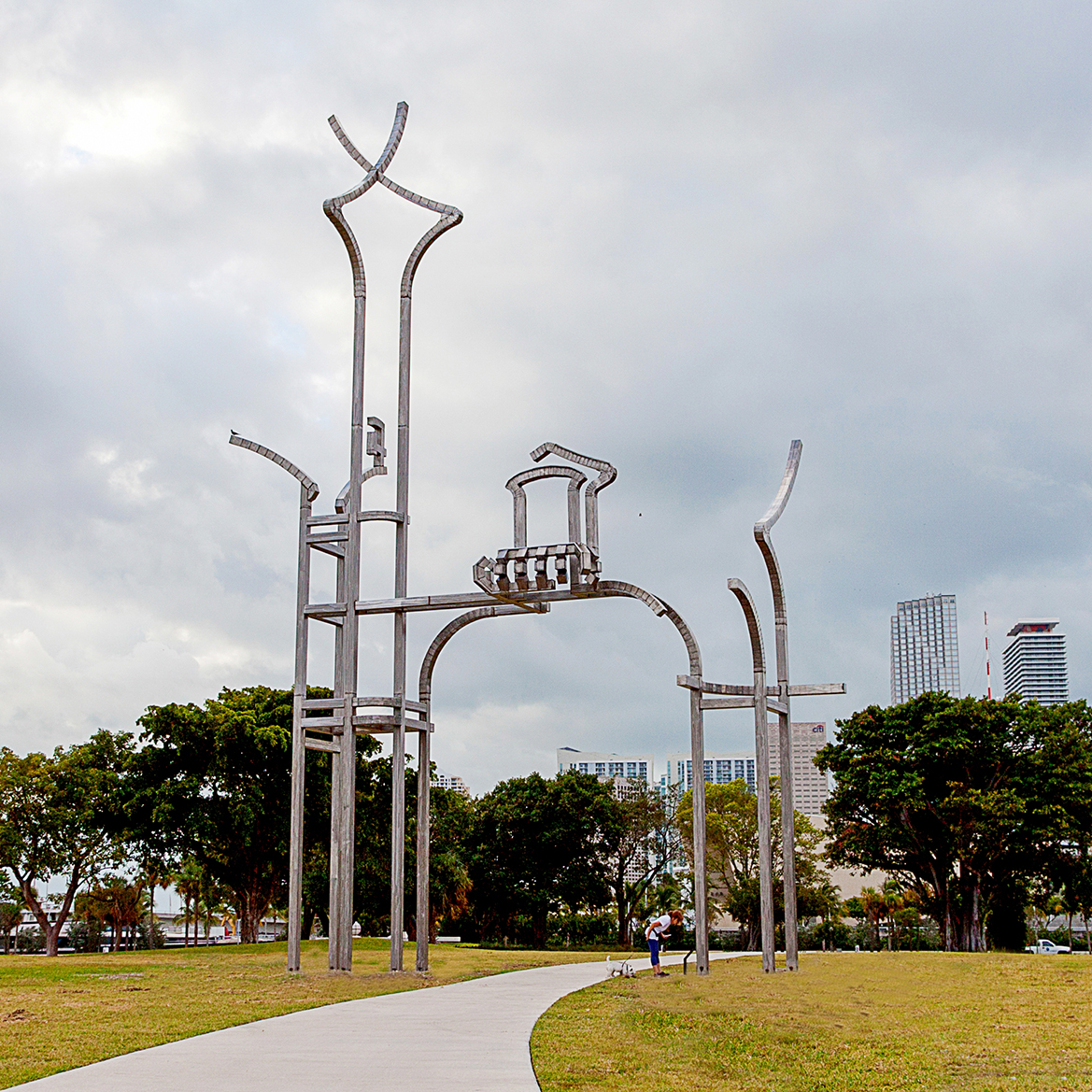
Havana's Balcony in Museum Park Miami

- 2025: Ever Time Port Portugal

## Vida pessoal
Entre 1998 e 2007 cruzou em diferentes etapas o continente africano desde Madri até Cidade do Cabo. No presente vive e trabalha entre Berlim e em Madri, compartilhando-o com oficinas temporárias para outros projectos. É pai de duas filhas.